# Asteroth (Marvel Comics)
Asteroth, noto anche come Omega Ray, è un personaggio dei fumetti, creato da Michael Avon Oeming, Dan Berman (testi) e Andrea Divito (disegni), pubblicato dalla Marvel Comics. È apparso la prima volta in Stormbreaker: The Saga of Beta Ray Bill n. 3 (maggio 2005).

## Biografia del personaggio
Una piccola parte di Asteroth venne liberata durante uno scontro tra Stardust e Beta Ray Bill, secondo l'araldo di Galactus lei era un'entità malvagia imprigionata in un inferno cosmico.
Stardust aprì un varco verso quel luogo per sconfiggere il Korbinita, ma finì per liberare l'entità.
Stardust e Beta Ray Bill si unirono per impedire che Asteroth consumasse l'universo per accrescere il suo potere.
Alla fine Asteroth venne fermata con l'apparente sacrificio di Stardust e Beta Ray Bill.

## Poteri e abilità
Asteroth ha dimostrato di avere dei poteri cosmici, poiché è un'entità cosmica al pari di Galactus e possiede una forza immensa.